# Tsuki ga kirei
Tsuki ga kirei (月がきれい, litt. « Si belle, comme la Lune ») est une série télévisée d'animation japonaise de romance produit par le studio feel.,. Celle-ci est diffusée pour la première fois au Japon entre le 6 avril et le 29 juin 2017,. Dans les pays francophones, la diffusion en simulcast est assurée par Crunchyroll,.

## Intrigue
Kotaro Azumi et Akane Mizuno entrent en classe de 3e au collège et sont camarades de classe pour la première fois. Ils sont chargés de l'équipement pour le festival sportif et se rapprochent lentement via LINE. Avec leurs camarades de classe Chinatsu Nishio et Takumi Hira, ils établissent des relations basées sur la compréhension et les sentiments avec les autres étudiants. Au cours de leur dernière année de collège, leur groupe surpasse ses difficultés pour mûrir et prendre conscience des changements en eux-mêmes.

## Personnages

### Personnages principaux
Kotarō Azumi (安曇 小太郎, Azumi Kotarō)
Voix japonaise : Shōya Chiba,
Étudiant de la classe 3°1, il fait partie du club de littérature. Il a pour but de devenir romancier et respecte Osamu Dazai. Il a généralement une attitude calme et composée. Il est embarrassé de montrer ses écrits à d'autres personnes, mais en découvrant l'amour d'Akane pour la course à pied, ainsi que son enthousiasme pour utiliser l'embarras comme une méthode pour s'améliorer, il commence à s'ouvrir à cette nouvelle perspective. Depuis sa plus tendre enfance, Kotarō a reçu des cours de danse traditionnelle et d'accompagnement musical Hayashi pour les festivals au sanctuaire shinto local. Il commence secrètement à sortir avec Akane, mais le révèle plus tard à Takumi.
Akane Mizuno (水野 茜, Mizuno Akane)
Voix japonaise : Konomi Kohara,
Étudiante de la classe 3°1, elle fait partie du club d'athlétisme. Elle est un personnage facile à vivre, pour autant elle peut-être consciencieuse et timide. Quand elle se sent nerveuse, elle joue avec "son sac de pommes de terre ", un petit jouet rose avec une tête apaisante. Akane a déménagé à Kawagoe, dans la région de Saitama alors qu'elle n'était qu'en CM1. Elle commence secrètement à sortir avec Kotarō, mais elle le révèle plus tard à ses amies Chinatsu et Takumi, qui en informent ensuite toute la classe.
Takumi Hira (比良 拓海, Hira Takumi)
Voix japonaise : Atsushi Tamaru,
Le président du club d'athlétisme. Il est amoureux d'Akane depuis sa première année.
Chinatsu Nishio (西尾 千夏, Nishio Chinatsu)
Voix japonaise : Rie Murakawa,
Une des meilleures amies d'Akane au club d'athlétisme. Elle ressent des sentiments pour Kotarō.

### Classe 3°1
Roman Yamashina
Voix japonaise : Eishin Fudemura,
Le meilleur ami de Kotarō, il a un caractère simple et veut constamment lire les romans de Kotarō, malgré les refus de ce dernier. Il est amoureux de sa professeur Ryōko et n'hésite pas à le montrer.
Daichi Ogasawara
Voix japonaise : Makoto Kaneko,
Aira Miyamoto
Voix japonaise : Manaka Ishimi,
Une amie d'Akane qui fait partie du club de tennis.
Setsuko Satō
Voix japonaise : Misono Suzuki,
Une amie d'Akane.
Miu Imazu
Voix japonaise : Haruka Chisuga,
Une amie d'Akane.
Sakura Tanaka
Voix japonaise : Honoka Inoue,
Shō Nagahara
Voix japonaise : Yūya Hirose,
Le petit-ami de Setsuko.
Yasuhito Inaba
Voix japonaise : Mark Ishii,
Aoi Takizawa
Voix japonaise : Haruka Shiraishi,
Tsubasa Kaneko
Voix japonaise : Kentarō Kumagai,
Daisuke Tachibana
Voix japonaise : Mutsuki Iwanaka,
Ryōko Sonoda
Voix japonaise : Nao Tōyama,
Enseignante de la classe des 3°1.

### Autres
Ryūnosuke Azumi
Voix japonaise : Kazuo Oka,
Junko Azumi
Voix japonaise : Kikuko Inoue,
Hiroshi Mizuno
Voix japonaise : Mitsuo Iwata,
Saori Mizuno
Voix japonaise : Chiwa Saito,
Ayane Mizuno
Voix japonaise : Ryōko Maekawa,

## Production et développement
En janvier 2017, une série télévisée originale d’animation japonaise produite par le studio feel. a été annoncée,. Seiji Kishi en est le réalisateur tandis que Yūko Kakihara a écrit et supervisé les scénarios de la série, et Kazuaki Morita a adapté les chara-designs originaux de loundraw. Takurō Iga et FlyingDog ont respectivement composé et produit la musique de la série. Elle est diffusée pour la première fois au Japon entre le 6 avril et le 29 juin 2017 sur Tokyo MX et un peu plus tard sur MBS, BS11, TVA,. Crunchyroll détient les droits de diffusion en streaming de la série dans le monde entier, excepté en Asie,.
Nao Tōyama a interprété les chansons de l’opening et de l’ending, respectivement intitulées Ima Koko (イマココ) et Tsuki ga Kirei (月がきれい),.

## Liste des épisodes
| No                                         | Titre français                          | Titre japonais     | Titre japonais        | Date de 1re diffusion |
| No                                         | Titre français                          | Kanji              | Rōmaji                | Date de 1re diffusion |
| ------------------------------------------ | --------------------------------------- | ------------------ | --------------------- | --------------------- |
| 1                                          | Printemps et Ashura                     | 春と修羅           | Haru to Shura         | 6 avril 2017          |
| 2                                          | Une poignée de sable                    | 一握の砂           | Ichiaku no suna       | 13 avril 2017         |
| 3                                          | Hurlement à la Lune                     | 月に吠える         | Tsuki ni hoeru        | 20 avril 2017         |
| 4                                          | Averse                                  | 通り雨             | Tōriame               | 27 avril 2017         |
| 5                                          | Le Pauvre Cœur des Hommes               | こころ             | Kokoro                | 4 mai 2017            |
| 6                                          | Cours, Melos !                          | 走れメロス         | Hashire Merosu        | 11 mai 2017           |
| 6.5                                        | Cheminement (extraits de la 1re moitié) | 前半抄「道程」     | Zenhanshō Dōtei       | 18 mai 2017           |
| Récapitulatif des six précédents épisodes. |                                         |                    |                       |                       |
| 7                                          | Aimer quelqu’un, c’est se l’accaparer   | 惜しみなく愛は奪う | Oshiminaku ai wa ubau | 25 mai 2017           |
| 8                                          | Vita sexualis                           | ヰタ・セクスアリス | Wita Sekusuarisu      | 1er juin 2017         |
| 9                                          | Le vent se lève                         | 風立ちぬ           | Kaze Tachinu          | 8 juin 2017           |
| 10                                         | Soleil couchant                         | 斜陽               | Shayō                 | 15 juin 2017          |
| 11                                         | L’Appel à l’étude                       | 学問のすすめ       | Gakumon no Susume     | 22 juin 2017          |
| 12                                         | Et puis                                 | それから           | Sorekara              | 29 juin 2017          |

## Réception
La série a été nommée dans la catégorie « Meilleure Tranche de vie » lors des Anime Awards 2017 de Crunchyroll,.